# Division Adams
En Amérique du Nord, la division Adams de la Ligue nationale de hockey (ou : section Adams) a été formée en 1974 en tant que partie de la nouvelle Association Prince de Galles (aujourd'hui connu sous le nom d'Association de l'Est) durant le réalignement opéré par la Ligue. Appelée Adams en l'honneur du fondateur des Bruins de Boston : Charles Francis Adams. La division existe durant dix-neuf saisons avant de céder sa place en 1993 à la division Nord-Est.

## Équipes à la dissolution
- Bruins de Boston
- Sabres de Buffalo
- Whalers de Hartford
- Canadiens de Montréal
- Sénateurs d'Ottawa
- Nordiques de Québec

## Évolution de la division

### 1974-1976
La division Adams est créée en résultat du réalignement de la LNH et est formée par quatre équipes, soit les Bruins de Boston, les Sabres de Buffalo et les Maple Leafs de Toronto provenant de la division Est, tandis que les Golden Seals de la Californie proviennent de la division Ouest.

### 1976-1978
Le premier changement à survenir au sein de la division Adams s'effectue lors de la saison 1976-1977 alors que les Golden Seals sont vendus puis relocalisé en Ohio, adoptant du fait le nom des Barons de Cleveland. Les franchises de la division sont alors les suivantes :
- Bruins de Boston
- Sabres de Buffalo
- Barons de Cleveland
- Maple Leafs de Toronto

### 1978-1979
En 1978, les frères Gordon et George Gund, propriétaires des Barons de Cleveland, achètent la franchise des North Stars du Minnesota et obtiennent la permission spéciale de la part de la LNH de fusionner les deux équipes. Les propriétaires de l'équipe décident de conserver le nom de North Stars, ainsi plusieurs joueurs des Barons rejoignent l'équipe du Minnesota, quant aux joueurs non retenu, ils sont alors laissé à la disposition des autres équipes.
Ce changement amenant la disparition des Barons de Cleveland laisse alors la division Adams avec seulement trois équipes. La LNH désirant que la division conserve un minima de quatre équipes, intègre alors les North Stars du Minnesota, qui évoluait jusqu'alors dans la division Smythe. La composition de la division Adams est alors la suivante pour la saison 1978-1979 :
- Bruins de Boston
- Sabres de Buffalo
- North Stars du Minnesota
- Maple Leafs de Toronto

### 1979-1981
L'année 1979 voit la fermeture de la ligue rivale à la LNH, l'Association mondiale de hockey (AMH) et ainsi l'intégration de quatre équipes de la défunte ligue à la LNH, soit les Oilers d'Edmonton, les Whalers de Hartford, les Nordiques de Québec et les Jets de Winnipeg. De par leur emplacement géographique qui les situe près des équipes de la division Adams, les Nordiques sont alors admis en cette division pour ainsi constituer la cinquième franchise active de ce groupe. Les équipes sont alors les suivantes :
- Bruins de Boston
- Sabres de Buffalo
- North Stars du Minnesota
- Nordiques de Québec
- Maple Leafs de Toronto

### 1981-1992
Voyant bénéfique sur le plan financier le regroupement des équipes par proximité géographique, la ligue procède à un remaniement majeur de ces divisions à l'été 1981. Ainsi les North Stars et les Maple Leafs sont transférés dans la division Norris et remplacés par deux équipes provenant de cette même division, soit les Whalers de Hartford et les Canadiens de Montréal. L'alignement de la division Adams pour les onze années à venir est alors la suivante :
- Bruins de Boston
- Sabres de Buffalo
- Whalers de Hartford
- Canadiens de Montréal
- Nordiques de Québec

### 1992-1993
Un ajout s'effectue à la division Adams en vue de la saison 1992-1993, soit celui des Sénateurs d'Ottawa, nouvelle équipe d'expansion. La division Adams compte alors six équipes, ce qui constitue un sommet pour cette division. Il s'agit cependant de la dernière saison d'existence de la division, elle qui sera remplacée la saison suivante par la division Nord-Est. Voici l'alignement de la division Adams lors de sa dernière saison :
- Bruins de Boston
- Sabres de Buffalo
- Whalers de Hartford
- Canadiens de Montréal
- Nordiques de Québec
- Sénateurs d'Ottawa

## Champions de Division
La liste ci-dessous reprend les équipes championnes de la division Adams. Une seule équipe remporta le Trophée des présidents remis à l'équipe de la ligue ayant cumulé le plus grand nombre de points lors de la saison régulière, soit les Bruins de Boston lors de la saison 1989-1990 avec un total de 101 points.
Légende :
- Vainqueur de la Coupe Stanley
- Finaliste de la Coupe Stanley

| Saison  | Franchise             | Bilan    | Pts | Résultats en playoffs |
| ------- | --------------------- | -------- | --- | --- |
| 1974-75 | Sabres de Buffalo     | 49-16-15 | 113 | Victoire - Quarts de finale (Black Hawks) 4-1 Victoire - Demi-finale (Canadiens) 4-2 Défaite - Coupe Stanley (Flyers) 4-2                                                              |
| 1975-76 | Bruins de Boston      | 48-15-17 | 113 | Victoire - Quarts de finale (Kings) 4-3 Défaite - Demi-finale (Flyers) 4-1 |
| 1976-77 | Bruins de Boston      | 49-23-8  | 106 | Victoire - Quarts de finale (Kings) 4-2 Victoire - Demi-finale (Flyers) 4-0 Défaite - Coupe Stanley (Canadiens) 4-0                                                                    |
| 1977-78 | Bruins de Boston      | 51-18-11 | 113 | Victoire - Quarts de finale (Black Hawks) 4-0 Victoire - Demi-finale (Flyers) 4-1 Défaite - Coupe Stanley (Canadiens) 4-2                                                              |
| 1978-79 | Bruins de Boston      | 43-23-14 | 100 | Victoire - Quarts de finale (Penguins) 4-0 Défaite - Demi-finale (Canadiens) 4-3 |
| 1979-80 | Sabres de Buffalo     | 47-17-16 | 110 | Victoire - Tour préliminaire (Canucks) 3-1 Victoire - Quarts de finale (Black Hawks) 4-0 Défaite - Demi-finale (Islanders) 4-2                                                         |
| 1980-81 | Sabres de Buffalo     | 39-20-21 | 99  | Victoire - Tour préliminaire (Canucks) 3-0 Défaite - Quarts de finale (North Stars) 4-3                                                                                                |
| 1981-82 | Canadiens de Montréal | 46-17-17 | 109 | Défaite - Demi-finale de division (Nordiques) 3-2 |
| 1982-83 | Bruins de Boston      | 50-20-10 | 110 | Victoire - Demi-finale de division (Nordiques) 3-1 Défaite - Finale de division (Sabres) 4-3                                                                                           |
| 1983-84 | Bruins de Boston      | 49-25-6  | 104 | Défaite - Demi-finale de division (Canadiens) 3-0 |
| 1984-85 | Canadiens de Montréal | 41-27-12 | 94  | Victoire - Demi-finale de division (Bruins) 3-2 Défaite - Finale de division (Nordiques) 4-3                                                                                           |
| 1985-86 | Nordiques de Québec   | 43-31-6  | 92  | Défaite - Demi-finale de division (Whalers) 3-0 |
| 1986-87 | Whalers de Hartford   | 43-30-7  | 93  | Défaite - Demi-finale de division (Nordiques) 4-2 |
| 1987-88 | Canadiens de Montréal | 45-22-13 | 103 | Victoire - Demi-finale de division (Whalers) 4-2 Défaite - Finale de division (Bruins) 4-1                                                                                             |
| 1988-89 | Canadiens de Montréal | 53-18-9  | 115 | Victoire - Demi-finale de division (Whalers) 4-0 Victoire - Finale de division (Bruins) 4-1 Victoire - Finale de conférence Est (Flyers) 4-2 Défaite - Coupe Stanley (Flames) 4-2      |
| 1989-90 | Bruins de Boston      | 46-25-9  | 101 | Victoire - Demi-finale de division (Whalers) 4-3 Victoire - Finale de division (Canadiens) 4-1 Victoire - Finale de conférence Est (Capitals) 4-0 Défaite - Coupe Stanley (Oilers) 4-1 |
| 1990-91 | Bruins de Boston      | 44-24-12 | 100 | Victoire - Demi-finale de division (Whalers) 4-2 Victoire - Finale de division (Canadiens) 4-3 Défaite - Finale de conférence Est (Penguins) 4-2                                       |
| 1991-92 | Canadiens de Montréal | 41-28-11 | 93  | Victoire - Demi-finale de division (Whalers) 4-3 Défaite - Finale de division (Bruins) 4-0                                                                                             |
| 1992-93 | Bruins de Boston      | 51-26-7  | 109 | Défaite - Demi-finale de division (Sabres) 4-0 |

## Résultats saison par saison
- Vainqueur de la Coupe Stanley
- Finaliste de la Coupe Stanley
- Qualifié pour les séries éliminatoires
- (x) : Classement (seed) dans la conférence en fin de saison
- CP : Vainqueur de la Coupe du Président

| Saison  | Bilan des équipes  | Bilan des équipes | Bilan des équipes  | Bilan des équipes | Bilan des équipes | Bilan des équipes |
| ------- | ------------------ | ----------------- | ------------------ | ----------------- | ----------------- | ----------------- |
| Saison  | 1er                | 2e                | 3e                 | 4e                | 5e                | 6e                |
| 1974-75 | (DC) Buffalo (113) | (2) Boston (94)   | (8) Toronto (78)   | Californie (51)   |                   |                   |
| 1975-76 | (DC) Boston (113)  | (1) Buffalo (105) | (4) Toronto (83)   | Californie (65)   |                   |                   |
| 1976-77 | (DC) Boston (106)  | (2) Buffalo (104) | (5) Toronto (81)   | Clevaland (63)    |                   |                   |
| 1977-78 | (DC) Boston (113)  | (2) Buffalo (105) | (3) Toronto (92)   | Clevaland (57)    |                   |                   |
| 1978-79 | (DC) Boston (100)  | (4) Buffalo (88)  | (6) Toronto (81)   | Minnesota (68)    |                   |                   |
| 1979-80 | (2) Buffalo (110)  | (4) Boston (105)  | (6) Minnesota (88) | (11) Toronto (75) | Québec (61)       |                   |
| 1980-81 | (5) Buffalo (99)   | (8) Boston (87)   | (9) Minnesota (87) | (11) Québec (78)  | (16) Toronto (71) |                   |
| 1981-82 | Montréal (109)     | Boston (96)       | Buffalo (93)       | Québec (82)       | Hartford (60)     |                   |
| 1982-83 | Boston CP (110)    | Montréal (98)     | Buffalo (89)       | (8) Québec (80)   | Hartford (45)     |                   |
| 1983-84 | Boston (104)       | Buffalo (103)     | Québec (94)        | Montréal (75)     | Hartford (66)     |                   |
| 1984-85 | Montréal (94)      | Québec (91)       | Buffalo (90)       | Boston (82)       | Hartford (69)     |                   |
| 1985-86 | Québec (92)        | Montréal (87)     | Boston (86)        | Hartford (84)     | Buffalo (80)      |                   |
| 1986-87 | Hartford (93)      | Montréal (92)     | Boston (85)        | Québec (72)       | Buffalo (64)      |                   |
| 1987-88 | Montréal (103)     | Boston (94)       | Buffalo (85)       | Hartford (77)     | Québec (69)       |                   |
| 1988-89 | Montréal (115)     | Boston (88)       | Buffalo (83)       | Hartford (79)     | Québec (61)       |                   |
| 1989-90 | Boston (101)       | Buffalo (98)      | Montréal (93)      | Hartford (85)     | Québec (31)       |                   |
| 1990-91 | Boston (100)       | Montréal (89)     | Buffalo (81)       | Hartford (73)     | Québec (46)       |                   |
| 1991-92 | Montréal (93)      | Boston (84)       | Buffalo (74)       | Hartford (65)     | Québec (52)       |                   |
| 1992-93 | Boston (109)       | Québec (104)      | Montréal (102)     | Buffalo (86)      | Hartford (58)     | Ottawa (24)       |

## Vainqueur de la Division en playoffs
- 1982 - Nordiques de Québec
- 1983 - Bruins de Boston
- 1984 - Canadiens de Montréal
- 1985 - Nordiques de Québec
- 1986 - Canadiens de Montréal
- 1987 - Canadiens de Montréal
- 1988 - Bruins de Boston
- 1989 - Canadiens de Montréal
- 1990 - Bruins de Boston
- 1991 - Bruins de Boston
- 1992 - Bruins de Boston
- 1993 - Canadiens de Montréal

## Vainqueur de la Coupe Stanley
À deux reprises une équipe de la division Adams a remporté la Coupe Stanley au cours de l'existence de la division :
- 1986 - Canadiens de Montréal
- 1993 - Canadiens de Montréal

## Vainqueur de la Coupe du Président
- 1983 - Bruins de Boston

## Liste des équipes vainqueur de la Division Adams
| Franchise             | Titres | Dernier titre | Années                                               |
| --------------------- | ------ | ------------- | ---------------------------------------------------- |
| Bruins de Boston      | 9      | 1993          | 1976, 1977, 1978, 1979, 1983, 1984, 1990, 1991, 1993 |
| Canadiens de Montréal | 5      | 1992          | 1982, 1985, 1988, 1989, 1992                         |
| Sabres de Buffalo     | 3      | 1981          | 1975, 1980, 1981                                     |
| Whalers de Hartford   | 1      | 1987          | 1987                                                 |
| Nordiques de Québec   | 1      | 1986          | 1986                                                 |